# Lý Vệ
Lý Vệ (Giản thể: 李卫; phồn thể: 李衛; bính âm: Li Wei, 2 tháng 2 năm 1688 – 3 tháng 12 năm 1738), tự Hựu Giới (又玠), hiệu Kháp Đình (恰亭), là một quan viên nổi tiếng thanh liêm của nhà Thanh. Ông đóng vai trò quan trọng trong việc thực thi các cải cách, là một trong ba vị quan viên mẫu mực, được xưng là "Tam đại mô phạm", là tấm gương cho Tổng đốc và Tuần phủ địa phương dưới thời Ung Chính cùng với Ngạc Nhĩ Thái và Điền Văn Kính.

## Cuộc đời
Lý Vệ sinh vào giờ Ngọ ngày 1 tháng 1 (âm lịch) năm Khang Hi thứ 27 (1688), trong một gia đình tương đối giàu có ở Đồng Sơn, Giang Nam (nay là Từ Châu, Giang Tô). Ông mồ côi cha mẹ từ năm 10 tuổi. Tổ tiên Lý Vệ là vốn xuất thân là người Hà Bắc, đến đầu thời Minh mới chuyển đến huyện Phong của Từ Châu, cũng từ đây mà xuất hiện cách gọi "Bành Thành Lý thị". Lý Vệ là cháu đời thứ 11 của nhánh thứ 4 của gia tộc lâu đời này. Tổ tiên của ông nhờ quân công mà lập nghiệp, trở thành Cẩm y vệ. Bắt đầu từ ông nội của Lý Vệ là Lý Tòng, gia đình này đã nổi danh ở quê nhà nhờ sự chính nghĩa. Đến thời cha của Lý Vệ là Lý Tông Tĩnh thì gia cảnh sa sút, cũng vì vậy mà Lý Vệ không biết nhiều chữ, nhưng rất giỏi võ thuật. Năm Khang Hi thứ 56 (1717), nhờ quyên tiền mà ông được giữ chức Viên ngoại lang của Binh bộ. Hai năm sau, ông được chuyển vào bộ Hộ làm chức Lang trung.
Từ sau khi Ung Chính lên ngôi năm Khang Hi thứ 61 (1722) đến năm Ung Chính thứ 2 (1724), ông quản lý diêm vận ở Vân Nam. Trong thời gian nhậm chức, ông liên tiếp mạnh mẽ điều tra làm rõ các vụ án liên quan đến muối, trừng phạt tham quan, gần như chấm dứt tệ nạn tham ô muối trong nhiều nhiều thập niên, nghề muối ở địa phương cũng từ đó mà phát triển trở lại. Nhờ công lao khi nhậm chức Diêm dịch đạo, ông đã được Ung Chính thăng làm Bố chính sứ, quản lý toàn bộ các mặt tài chính, thuế khóa của Vân Nam, nhưng ông vẫn tiếp tục quản lý sự vụ muối, kiêm quản lý xưởng đồng. Năm thứ 3 (1725), Lý Vệ được bổ nhiệm làm Tổng đốc ở Chiết Giang, tại đây ông đã thực thi chính sách "Than đinh nhập mẫu". Cùng năm, ông kiêm nhiệm Đô sát viện hữu Phó đô Ngự sử. Trước khi Lý Vệ nhậm chức, Chiết Giang Tuần phủ từng có dự định tiến hành chính sách này nhưng lại gặp phải sự phản đối của địa chủ, thổ hào mà không thể thực hiện. Sau khi Lý Vệ nhậm chức đã quyết đoán thi hành chính sách này. Từ tháng 7 năm 1726, ông dẹp một vài cuộc nổi loại của phú hộ, từ đó chính sách này chính thức được áp dụng.
Năm thứ 4 (1726), ông quản lý diêm vụ của cả Lưỡng Chiết. Năm thứ 6 (1728), ông kiêm nhiệm thêm hàm Binh bộ hữu Thị lang, quản lý sự vụ Thất phủ Ngũ châu đốc bộ của Giang Nam. Năm thứ 7 (1729), ông nhậm chức Binh bộ Thượng thư, gia hàm Thái tử Thiếu bảo. Cùng năm, một cuộc biến loạn của những phần tử trung thành với cựu triều nhà Minh bùng nổ ở Nam Kinh và Lý Vệ nhanh chóng dẹp tan cuộc nổi dậy này. Năm thứ 10 (1732), Lý Vệ thay quyền Hình bộ Thượng thư và Tổng đốc Trực Lệ. Năm Càn Long nguyên niên (1736), ông kiêm quản Trực Lệ Tổng hà. Năm sau ông được ban thưởng Bổ phục Đoàn long. Năm thứ 3 (1738), tháng 8, trong một viếng thăm lăng mộ Hoàng gia ở núi Tần Lĩnh cùng với vua Càn Long, Lý Vệ nhiễm bệnh viêm phổi và qua đời năm 52 tuổi. Ông được truy thụy "Mẫn Đạt" (敏达).

## Hậu duệ

### Con trai
1. Lý Tinh Viên (李星垣), đậu Võ Thám hoa năm 1736, Ngự tiền Nhị đẳng Thị vệ, từng nhậm chức Quảng Tây Hữu Giang Tổng binh, Tổng đốc Lưỡng Quảng. Năm 1765 vì liên quan đến án tham ô của Lý Thị Nghiêu mà bị cách chức thẩm vấn, sau bị vấn trảm.
2. Lý Tinh Tụ (李星聚), làm quan Phúc Kiến.
3. Lý Tinh Xán (李星灿), làm quan châu phán.
4. Lý Tinh Túc (李星宿), làm quan Hồ Bắc đốc lương đạo.
5. Lý Tinh Phúc (李星福), làm quan Lưỡng Giang hậu bổ đốc khổn phủ.

### Cháu nội
- Lý Quang Văn (李光文), Phúc Kiến nam lộ Tham tướng.
- Lý Quang Đệ (李光第), Vũ Đức kỵ úy của Tức Mặc doanh thủ phủ.
- Lý Quang Dụ (李光裕), Thái học sinh.
- Lý Quang Tuyên (李光宣): giám sinh hầu tuyển tri châu
- Lý Quang Liệt, Lý Quang Đại, Lý Quang Vạn, Lý Quang Bản: giám sinh.
- Lý Quang Phổ: Quảng Tây Tín sử Đốc tuần kiểm.
- Lý Quang Tục: tri huyện.
- Lý Quang Vinh: tường sinh

## Trong văn hóa đại chúng
Cuộc đời của Lý Vệ đã được đưa vào một số phim truyền hình của Trung Quốc và Hồng Kông, tỉ dụ như các phim Ung Chính Hoàng đế, Lý Vệ làm quan, Lý Vệ từ quan. 
Lý Truyền Vệ - cháu nội của Lý Vệ cũng được các tiểu thuyết gia, nhà biên kịch thêu dệt và đưa vào bộ phim truyền hình đặc sắc mang phong cách hài hước "Cao Thủ Giả Danh".

### Phim truyền hình
- Năm 1997 phim Ung Chính vương triều
- Năm 2000 phim Lý Vệ đương quan phần 1
- Năm 2004 phim Lý Vệ đương quan phần 2
- Năm 2005 phim Lý Vệ từ quan
- Năm 2011 phim Cung tỏa châu liêm
- Năm 2013 phim Thực vi nô